# Otto Leibe
Otto Leibe (* 21. September 1913 in Nietleben; † 2002) war ein deutscher Bildhauer.

## Leben und Werk
Leibe wurde in Nietleben geboren und schuf bereits mit 12 Jahren seine erste Figur aus Stein, ein Pferd. Er absolvierte ab 1928 eine Lehre als Dekorations- und Kirchenmaler und arbeitete in diesem Beruf. Daneben macht er an der Abendschule der Meisterschule für das gestaltende Handwerk auf Burg Giebichenstein in Halle eine Bildhauerausbildung. Zu seinen Lehrern gehörte Gustav Weidanz. 1939 war eine Pferdeskulptur Leibes in der Ausstellung „Kunstschaffen im Gau Halle-Merseburg“ zu sehen. 1939 stellte er zusammen mit dem Maler Rolf Glaß in der Galerie Roter Turm in Halle (Saale) aus. Zu sehen waren unter anderem Pferdeskulpturen und ein Kinderkopf. Seine Gemälde wurden als „formerisch und ausdrucksmäßig noch zwiespältig“ bezeichnet. Leibes Herkunft wurde in einer Besprechung der Ausstellung mit Nietleben angegeben. 1949 wurde Leibe in den Verband Bildender Künstler aufgenommen und machte sich in Halle als Bildhauer selbstständig.
Er schuf Werke, die im öffentlichen Raum insbesondere von Halle bzw. Merseburg präsent sind. Auch schuf er für Parks in Halle zahlreiche Tierfiguren. Er arbeitete sowohl in Stein als auch in Metall. Leibe schuf auch Porträtplastik wie u. a. für die des Luftfahrtpioniers Otto Lilienthal für die Offiziershochschule der Luftstreitkräfte/Luftverteidigung der Nationalen Volksarmee (NVA) am 26. September 1989.
Leibe erhielt 1982 den Kunstpreis der Stadt Halle.

## Werke (Auswahl)

### Skulpturen – chronologisch
| Bezeichnung                                          | Bild           | Standort | Errichtung Einweihung | Weitere Informationen                                                                                            |
| ---------------------------------------------------- | -------------- | --- | --------------------- | --- |
| Sonnenuhr (Kröllwitz)                                |                | Kröllwitz (Stadtteil von Halle (Saale)), Hoher Weg 4, vor dem ehemaligen Pädagogischen Institut in einer kleinen Grünanlage (Lage) | 1952                  | [ 8 ] |
| Brunnen (Otto Leibe)                                 |                | Halle (Saale), an der Straßengabelung Melanchthonstraße / Beesener Straße (Lage)                                                   | vor 1960              | [ 9 ] |
| Brunnen (Otto Leibe, Radewell)                       |                | Radewell, Am Hohen Holz (Lage) | vor 1960              | [ 10 ] |
| Zwei Pelikane                                        |                | Halle (Saale), Diesterwegstraße, vor der Diesterweg-Apotheke (Lage)                                                                | 1963                  | Bronze |
| Elefant                                              |                | Halle (Saale), Pestalozzipark (Lage)                                                                                               | 1968                  | Kunststein |
| Elefant (Otto Leibe)                                 |                | Halle (Saale), Westliche Neustadt (Lage)                                                                                           | 1968                  | Kunststein; siehe auch Kunst im öffentlichen Raum in Halle (Saale)#Halle-Neustadt – Kunst im öffentlichen Raum   |
| Pinguinbrunnen (Halle (Saale))                       |                | Halle (Saale), Südliche Innenstadt, an der Einmündung der Schwetschkestraße auf den Steinweg (Lage)                                | 1969                  | [ 14 ] [ 15 ] |
| Ameisenbär-Skulptur                                  |                | Halle (Saale), Südliche Neustadt, Spielplatz an der Teichstraße (Lage)                                                             | 1970                  | Die Skulptur befand sich ursprünglich im Südpark. Zeitweilig stand sie vor dem Landesverwaltungsamt Am Kirchtor. |
| Wildschwein-Skulptur                                 |                | Halle (Saale), Südliche Neustadt, Spielplatz an der Teichstraße (Lage)                                                             | 1970                  | Die Skulptur befand sich ursprünglich im Südpark. Eine weitere Kopie steht im Halleschen Bergzoo.                |
| Gedenkstein für den Baschkirischen Freundschaftshain |                | Halle (Saale), Birkenhain am Ernst-Barlach-Ring (Lage)                                                                             | 1970                  | Kunststein |
| Pony                                                 |                | Halle (Saale), Aralienstraße 16 (Lage)                                                                                             | 1970                  | [ 18 ] |
| Schildkröte (Otto Leibe, Hallorenstraße)             |                | Halle (Saale), Hallorenstraße (Lage)                                                                                               | 1973                  | [ 19 ] |
| Bär                                                  |                | Halle (Saale), Grüne Galerie (Lage)                                                                                                | 1976                  | [ 20 ] |
| Ernst-Thälmann-Denkmal (Halle)                       |                | Halle (Saale), Südliche Innenstadt, an der Ecke der Franckestraße zur Prof.-Friedrich-Hoffmann-Straße (Lage)                       | 1981                  | [ 21 ] [ 22 ] [ 23 ]                                                                                             |
| Krokodil-Skulptur                                    |                | Halle (Saale), Südliche Neustadt, Spielplatz an der Teichstraße (Lage)                                                             | 1982                  | [ 24 ] |
| Schildkröte-Skulptur                                 |                | Halle (Saale), Südliche Neustadt, Spielplatz an der Teichstraße (Lage)                                                             | 1982                  | [ 24 ] |
| Fuchs                                                |                | Halle (Saale), Ringelnatzweg (Lage)                                                                                                | 1994                  | [ 25 ] |
| Fuchs (Otto Leibe)                                   | weitere Bilder | Frankfurt (Oder), Neuberesinchen, Heinrich-Hildebrand-Straße, im Park Grüne Lunge (Lage)                                           | unbekanntes Jahr      | Kunststein |

- Wilhelm-Pieck-Büste, Bronze, Mansfeld, 1976[26]
- Wandrelief: Sozialistische Jagd, Holz, Museum Burg Falkenstein, 1979[27]
- sechs Spielplastiken im Naherholungsgebiet Vatteröder Teich, Beton, Mansfeld, 1983[28]

## Ausstellungen (unvollständig)
- 1969: Halle/Saale, Bezirkskunstausstellung
- 1970: Berlin, Altes Museum („Im Geiste Lenins“)
- 1971 Berlin, Altes Museum („Der Kampf der deutschen Arbeiterklasse in der bildenden Kunst der DDR“)
- 1972/1973: Dresden, Kunstausstellung der DDR